# La reina de las carretillas
La reina de las carretillas es una telenovela dramática peruana producida en 2012 por la cadena América Televisión. Está protagonizada por Pierina Carcelén y Diego Lombardi. A su vez, está antagonizada por Fiorella Díaz, Teddy Guzmán y Óscar López Arias.

## Sinopsis
El programa se centra en abordar conceptos de la vida desde un punto de vista matriarcal.
Estrella vive en la playa de Punta Sal al norte del Perú, desde niña sueña con ser cocinera, vive con su esposo Lázaro y está embarazada de una niña que nacerá pronto. Todos los clientes aprecian sus platos, en especial, el ceviche. Como su esposo la maltrata, ella decide escapar e ir a Lima a buscarse una nueva y mejor vida. En la capital se refugia donde su "mejor amiga" Inés quien en realidad la desprecia desde hace muchos años, pero también conocerá a muchas personas que la apoyarán, como Lily, su nueva mejor amiga, Doralisa, la dueña del mercado en donde trabajará y Pedro, su nuevo amor.

## Argumento
La historia comienza en Lobitos, 1993, en donde una pequeña huérfana llamada Estrella celebra su fiesta de cumpleaños junto a su mejor amiga Inés y su tía María (Liliana Alegría), quien como regalo de cumpleaños le enseña la receta de su fallecida madre para cocinar cebiche. Diecinueve años después, Estrella (Pierina Carcelén) tiene un pequeño puesto de cebiche que es el preferido de los turistas y pescadores. Trabajadora y llena de sueños, lucha para salir adelante y darle todo lo que necesita a la pequeña niña que pronto dará a luz. Vive angustiada de que su esposo Lázaro (Óscar López Arias) les haga algo a ella y a su bebé: él suele golpearla y humillarla para “corregirla” y demostrarle “cuánto la ama”. Una tarde, Lázaro la observa bailando con un turista limeño. Lázaro le da tal golpiza que Estrella toma la decisión de huir temiendo que si no huye él las terminará matando a ella y a su hija, yéndose a Lima a refugiarse donde Inés (Fiorella Díaz), su mejor amiga. Sin embargo, Inés a quien Estrella quiere como a una hermana, realmente la desprecia y la odia, porque siempre le tuvo envidia en todo. Cuando ambas se reencuentran, Inés se aprovecha y abusa de la buena voluntad de Estrella explotándola laboralmente y esperando un día adecuado para hacerle la vida completamente miserable. Estrella conoce a Pedro (Diego Lombardi), quien la salva de unos delincuentes. Con el pasar del tiempo, Estrella se va enamorando profundamente de Pedro, sin saber que este tiene un pasado oscuro puesto que fue encarcelado siendo acusado de robo por encubrir a su hermano, quien fue el que realmente cometió el delito de robo. Inés quien tanto desprecia a Estrella decide revelarle a Lázaro el paradero de Estrella por lo que Lázaro llega a Lima buscando a Estrella para continuar con sus maltratos porque lo abandonó, pero ella le pide el divorcio mostrándose enamorada de Pedro quien comienza a defenderla de los maltratos de Lázaro. Inés vive con su tía Roberta (Teddy Guzmán), una curandera y bruja de magia negra que convence a su sobrina de que Estrella le ha robado la suerte y de que tiene que eliminarla para librarse de la amargura e infelicidad en la que se encuentra. Inés empieza a destruir lentamente a Estrella: sabotea sus platillos, le quita clientes, la hace pelear con su nueva mejor amiga Lily (Nadia Calmet), seduce a Pedro y se apodera del mercado en donde trabaja. En Lima, las verdaderas amigas de Estrella son Lily y Doralisa (Liliana Trujillo). Lily es esposa de Kike (Gonzalo Molina), una persona irresponsable y materialista, por lo que ella empieza a cocinar y vender dulces criollos en el mercado «La Exitosa» debido a que Kike pierde su trabajo como chofer cometiendo el error de comenzar a mantener a su esposo: creyendo que él está pasando por una mala racha y estando ciega de amor por él. Doralisa es dueña del terreno en el que se ha construido «La Exitosa», ella llegó a Lima huyendo con su esposo Próspero (Nico Ames) de la violencia del conflicto armado interno, y juntos luego de treinta años pudieron comprar un terreno para asegurar su futuro y el de sus dos hijos: Aníbal (Moisés Vega) y Rommel (Emanuel Soriano). La dedicación de Doralisa por su trabajo provoca que descuide a su esposo Próspero, al cual siente cada vez más lejano, por lo que este la engaña con su hermana Olivia (Carolina Infante).

## Temporadas
| Temporada | Temporada | Episodios | Episodios | Emisión original        | Emisión original    |
| Temporada | Temporada | Episodios | Episodios | Primera emisión         | Última emisión      |
| --------- | --------- | --------- | --------- | ----------------------- | ------------------- |
|           | 1         | 40        | 40        | 12 de noviembre de 2012 | 11 de enero de 2013 |

## Reparto

### Principales
- Pierina Carcelén como Estrella Gutiérrez López: Es la protagonista de la historia. Le encanta cocinar y desde niña sueña con ser una cocinera famosa. Tras los constantes maltratos de su esposo Lázaro huye junto a su hija Lucero a Lima para iniciar una nueva vida.
- Fiorella Díaz como Inés Gutiérrez López: Villana principal de la historia. Es la mejor amiga de Estrella, quien la considera como su propia hermana. De niña, también sueña con ser una cocinera famosa. Odia a Estrella porque la acusa de haberle robado sus sueños y a Lázaro, por lo que se esmera en hacerle la vida imposible.
- Diego Lombardi como Pedro Tapia García: Es un mil oficios. Se enamora a primera vista de Estrella salvándola de unos maleantes, por lo que comienza a protegerla de Lázaro. En el pasado, estuvo en la cárcel habiéndose echado la culpa de un crimen que cometió su hermano.
- Óscar López Arias como Lázaro Herrero Gonzales: Villano. Es el esposo de Estrella, a quien agrede física y psicológicamente. Cuando Estrella huye a Lima, él va en su búsqueda. Le firma el divorcio a regañadientes pero de igual forma la sigue maltratando. Finalmente, muere envenado por Inés.
- Gonzalo Molina como Enrique «Kike» Filomeno Cháves: Esposo de Lily, mejor amigo de Pedro y amante de Inés. Es irresponsable y relajado.
- Nadia Calmet como Liliana «Lily» Cabrera Aguilar: Vende postres en el mercado «La Exitosa». Es la esposa de Kike y se convierte en la mejor amiga de Estrella.
- Liliana Trujillo como Doralisa Chauca Paredes: Es la esposa de Próspero y la dueña del mercado «La Exitosa».
- Stephanie Orué como Margarita «Maggie» Dávila Fernández: Oriunda de la selva amazónica. Trabajadora del mercado «La Exitosa» e interés amoroso de Rommel.
- Anneliese Fiedler como Susana «Sussie» Castro Olmedo: Interés amoroso de Rommel. Se convierte en la rival de Margarita. Finalmente, se olvida de Rommel quedándose con Kike.
- Jely Reátegui como Florencia Dávila Fernández: Hermana de Armando y mánager e interés amoroso de Aníbal.
- Carolina Infante como Olivia Chauca Paredes: Es la hermana menor de Doralisa y se convierte en la amante de Próspero.
- Emanuel Soriano como Rommel «Churro» Fuentes Chauca: Hijo menor de Doralisa y Próspero. Es responsable y le gusta preparar churros. En un inicio, juega con Sussie y Margarita, pero luego se enamora realmente de Margarita quedándose con ella.
- Francisco Cabrera como Armando Dávila Fernández: Hermano de Florencia y exenamorado de Olivia. Trabaja como veterinario y se enamora de Lily.
- Nico Ames como Próspero Fuentes Pastor: Es el esposo de Doralisa y el contador del mercado «La Exitosa». Le es infiel a su esposa con Olivia teniendo un hijo con ella.
- Moisés Vega como Aníbal Fuentes Chauca: Hijo mayor de Doralisa y Próspero. Es inmaduro y rebelde.
- Osiris Vega como Jazmín Dávila Cabrera / Jazmín Redhead Benavídez: Es una niña que trabaja en el mercado «La Exitosa» vendiendo choclo con queso para ayudar a su abuelo. Finalmente, Lily la acoge en su casa.
- Teddy Guzmán como Roberta López Salazar: Villana. Tía de Inés. Es una bruja quien ayuda a su sobrina mediante sus brujerías para dañar a Estrella.

### Recurrentes e invitados especiales
- Carlos Casella como José Tapia García
- Ismael Contreras como Marcial Rivas Jiménez
- Norka Ramírez como Ana María «La Cuchilla»
- Karla Medina como Cindy «La Gata»
- Cindy Díaz como María Fe
- Rubén Martorell como Comandante Adolfo Ocampo
- Liliana Alegría como María
- Yaco Eskenazi como Reportero
- Wady Futton
- Luis Meneses
- Nicolás Galindo

## Banda sonora
- «Basta ya» – Marisol
- «Si supieras» – William Luna
- «Somos muñecas» – Las muñecas de la cumbia
- «Quiero solamente tu amor» – Koky Bonilla y Afrodisíaco
- «Sin control» – Urban Club

## Retransmisión
- La telenovela se retransmite por el mismo canal desde el 5 de enero de 2015, en reemplazo del programa Dr. TV, marcando la programación de temporada de verano. Se transmite de lunes a viernes de 2:30 p. m. a 3:30 p. m., finalizando el 6 de marzo de 2015.
- Desde el 18 de marzo de 2019, la telenovela se retransmite por América Next en el horario de 8:00 p. m. a 9:00 p. m., y desde el 2 de abril hasta el 22 de abril de 2019 se transmite de 8:00 p. m. a 10:00 p. m. ocupando el horario que deja la telenovela Mis tres Marías, finalizando el 23 de abril de 2019. Sustituye a la serie Mi amor, el wachiman y es sustituida temporalmente por la telenovela Valiente amor del 24 de abril al 26 de abril y desde el 29 de abril de 2019 es sustituida por el programa periodístico En voz alta.
- La serie llega a Latinoamérica a través del Streaming por Pluto TV en mediados de 2021, y para el 2024 llegará muy pronto en Prime Video.
- La telenovela se retrasmite en México por Albavisión por el Canal 13 en diferentes estados del país en el horario de las 19:00 a las 20:00 horas.